# Палестино-израильский конфликт

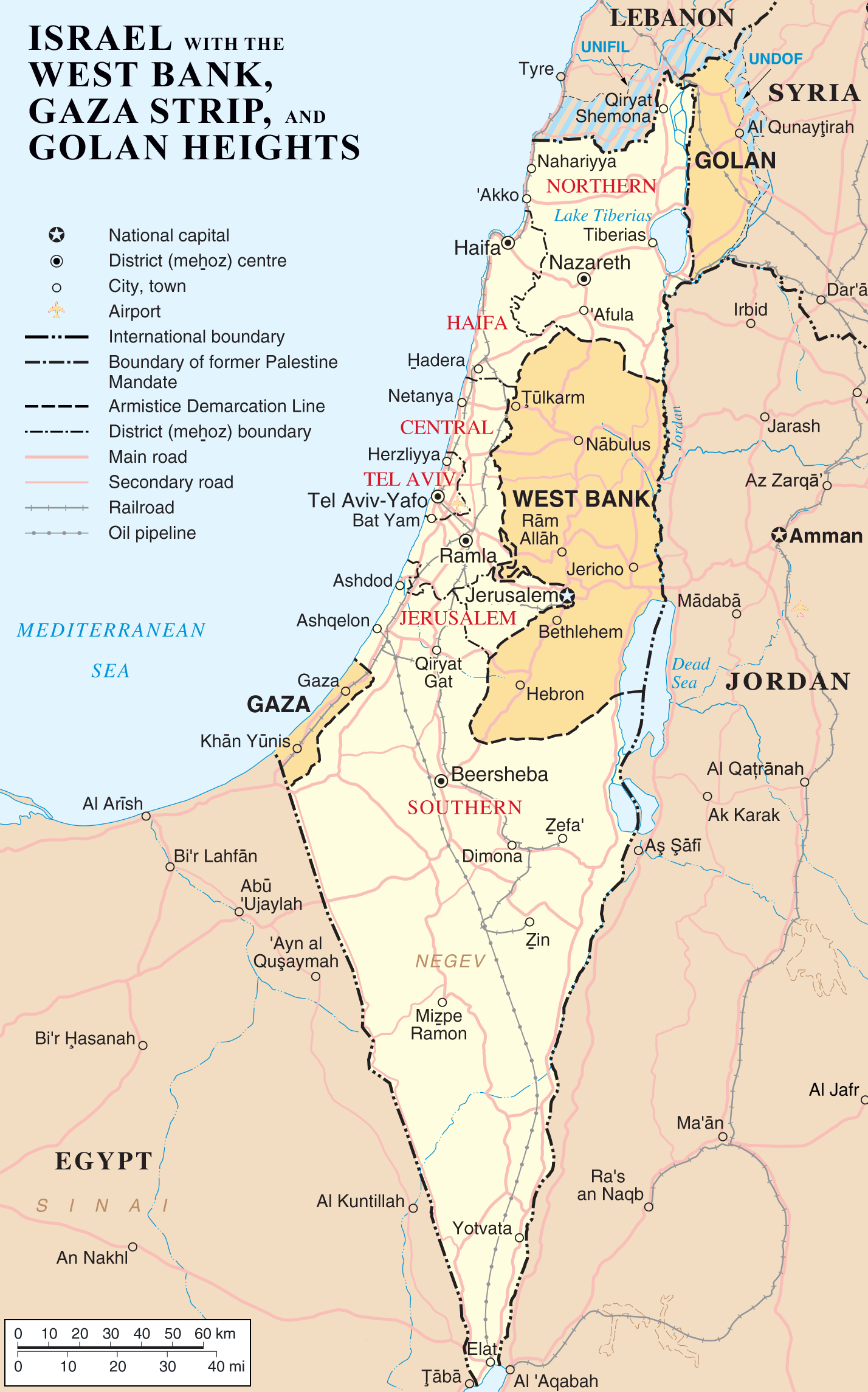
Израиль, Западный берег реки Иордан, Сектор Газа и Голанские высоты на карте

Палестино-израильский конфликт — исторический конфликт, имеющий черты политического, межэтнического и религиозного, продолжающийся по сей день; составная часть более широкого арабо-израильского конфликта.
Предмет конфликта — территории, ранее входившие в Подмандатную Палестину, управлявшуюся в 1920—1948 гг. от имени Лиги Наций Великобританией.
Стороны конфликта характеризуются специалистами как две общины, две группы или два народа (проживающие в регионе палестинцы и евреи); конфликт тесно связан с их этнической, национальной, территориальной и религиозной идентичностью. Исследователи отмечают, что исламская революция в Иране (1979) повлияла на формат конфликта, придавая ему всё более межконфессиональный характер. В территориально-политическом плане с одной стороны конфликта на данный момент выступает частично признанное Государство Палестина (разделённое географически и политически на сектор Газа и палестинские территории на Западном берегу Иордана); с другой — еврейское Государство Израиль.

## История конфликта

### Учреждение и раздел Подмандатной Палестины (1920—1923)
По окончании Первой мировой войны, в 1920 году, Лига Наций предоставила правительству Британии мандат на управление ранее завоёванной ею Палестиной, ратифицированный в 1923 году. К нему, в качестве неотъемлемой части, прилагалась декларация Бальфура (1917) о создании на этой территории «еврейского национального дома». При этом большинство населения данной территории составляли арабы.
Вскоре, в результате договоренностей между ведущими колониальными державами (Британия и Франция), около 77-80 % территории Британского мандата в Палестине, известные как Восточный берег Иордана или Заиорданье, были отданы в начале 1920-х годов будущему арабскому государству Трансиордании (сегодня Иордания).

### Предложения о разделе оставшейся части Палестины (1937—1947)

#### Комиссия Пиля
В 1937 году комиссия Пиля предложила разделить оставшуюся часть Подмандатной Палестины, включая западный берег Иордана (исторические Иудея и Самария) и сектор Газа, образовав:
- арабское государство, включающее в себя Трансиорданию, западный берег реки Иордан, южную прибрежную равнину, сектор Газа и значительную часть пустыни Негев;
- еврейское государство, включающее в себя Галилею, Изреельскую долину, Бейт-Шеан, прибрежную долину от горы Кармель до поселения Беэр-Тувье (район нынешнего Кирьят-Малахи);
- анклав, на который Великобритания должна была получить постоянный мандат — район Иерусалима и Вифлеема (Бейт-Лехема) с коридором, дающим выход к морю, а также британские базы на озере Кинерет и в Эйлатском заливе[12][13][14].

Предложение было принципиально (без согласования точных границ) принято большинством сионистских лидеров и отклонено арабскими националистами Палестины, принципиально несогласными с возрождением в ней еврейского государства.

#### Комиссия Вудхеда и Белая книга 1939 года
Комиссия Вудхеда, созданная в 1938 году, подвергла критике предложенные комиссией Пиля линии раздела и представила новые рекомендации, не только существенно сокращавшие площадь предлагаемого еврейского государства, но и ограничивающие суверенитет обоих национальных образований. Эти новые рекомендации были отвергнуты как евреями, так и арабами.
В мае 1939 года британская администрация опубликовала Белую книгу, в которой были реализованы большинство требований арабских националистов. Документ предполагал создание в Палестине в течение 10 лет единого государства, в котором евреи не должны были составлять больше трети от общего населения. Он также ограничил дальнейший въезд евреев в Палестину на следующие 5 лет общим числом в 75 тыс. человек (дальнейшая иммиграция допускалась только с согласия арабов). Продажа земли евреям запрещалась. Белая книга 1939 года знаменовала окончание политической поддержки Великобританией сионизма. Однако она была отвергнута не только евреями, но и, по тактическим соображениям, Верховным арабским комитетом.
Запрет на иммиграцию в Палестину стоил жизни многим евреям, которым некуда было уехать из Европы во время Холокоста. По выражению историка Говарда Сакера, «проблема свободной иммиграции в Палестину была вопросом жизни и смерти в буквальном смысле слова».

#### Комиссия ООН
В 1947 году ООН, учреждённая незадолго до этого, предложила новый план раздела оставшейся части Палестины на:
- арабское государство, состоящее из Западной Галилеи, горных районов Центральной Палестины, за исключением иерусалимского анклава, и части прибрежной равнины к югу от Ашдода до египетской границы;
- еврейское государство, включающее в себя остальную часть Палестины;
- зоны, остающиеся под международным контролем — Иерусалим и его окрестности, а также Вифлеем (Бейт-Лехем)[13].

План был принят еврейскими лидерами и отклонён арабскими, которые в целом противились созданию еврейского государства, независимо от его площади. Как выразился глава Верховного арабского комитета Джамал аль-Хусейни, «Палестина будет охвачена огнем и кровью, если евреи получат хоть какую-нибудь её часть».

### Межэтническое насилие в Подмандатной Палестине

#### Действия арабской общины
Арабские националисты Палестины с начала 1920-х годов вели активную борьбу против возникновения в ней еврейского государства; её лидером был муфтий Иерусалима Амин аль-Хусейни. В 1920-е годы наиболее известны погромы евреев арабами в Иерусалиме и ряде поселений (1920); в Яффо (1921); в Иерусалиме, Хевроне, Цфате, Газе и др. населённых пунктах (1929).
В первой половине 1930-х годов действовала вооружённая арабская организация «Чёрная рука», глава которой, шейх Изз ад-Дин аль-Кассам, призывал к джихаду против «неверных англичан» и их «сионистских пособников». «Чёрная рука» совершала убийства евреев, а также тех арабов, кто продавал евреям землю или сотрудничал с мандатной администрацией.
Следующая вспышка массового насилия в отношении евреев произошла во время арабского восстания (1936—1939), в ходе которого арабские националисты уничтожали поля, урожаи, цитрусовые деревья и лесопосадки, перерезали телефонные кабели, и атаковали транспортные артерии. Их насильственная деятельность была направлена и против британских властей, и против еврейской общины, и против политических противников в самом арабском секторе.

#### Действия еврейской общины
Ответом сионистов на убийства, грабежи и погромы было создание различных организаций самообороны. Первые подобные группы возникали ещё в период османской власти: в 1907 году — Бар-Гиора, в 1909 году на её базе — организация Ха-Шомер.
В 1920 году была создана организация «Хагана», позже ставшая ядром Армии обороны Израиля. В связи с объявленной Хаганой «политикой сдержанности», означавшей самооборону без ответных нападений, в 1931 году более радикально настроенная часть еврейской общины создала организацию «Иргун» («Эцель»), проводившую, в том числе, нападения возмездия и теракты против арабов, а после Белой книги (1939) — против британской администрации.
В период арабского восстания (1936—1939) британские власти, противодействуя нападениям арабских боевиков на населённые пункты и объекты инфраструктуры, сформировали специальные ночные отряды, куда с 1938 года в принимали и еврейских добровольцев из «батальонов Саде». Отряды успешно противодействовали атакам, используя тактику засад, но их рейды в арабские сёла, подозревавшиеся в укрывании боевиков, характеризовало жестокое обращение с местным населением, критиковавшееся как британскими, так и сионистскими лидерами.
В 1940 году от Эцель отделилась её наиболее радикальная часть, создав организацию «Лехи», совершившую значительное количество терактов как против британских властей и военных, так и против арабов.

### Арабо-израильская война (1947—1949) и её последствия
За уходом Британии из региона последовала Арабо-израильская война (1947—1949). В результате этой войны около половины территорий, которые ООН предлагала выделить под арабское государство, а также Западный Иерусалим, вошли во вновь образованное государство Израиль.
При этом Западный берег реки Иордан, включая Восточный Иерусалим, был оккупирован Иорданией, а в 1950 году аннексирован ей. Сектор Газа был оккупирован Египтом. Евреи на территориях бывшей Подмандатной Палестины, контролируемых арабами, были полностью изгнаны или истреблены, их имущество конфисковано или уничтожено. Единственным исключением стала гора Скопус, еврейские защитники которой удержали свои позиции; Скопус на 19 лет стал израильским анклавом, отрезанным от основной территории Израиля.
Другими результатами войны стали исход и изгнание из Израиля палестинских арабов-беженцев, а также исход и изгнание евреев из мусульманских стран. Лишившиеся дома евреи арабских стран смогли получить гражданство Израиля и других государств, но палестинским арабам-беженцам, по решению ЛАГ от 1952 года, было отказано в предоставлении гражданства всеми арабскими странами. Лишь палестинцы, оказавшиеся на Западном берегу реки Иордан, получили гражданство Иордании, аннексировавшей эту территорию.

### Шестидневная война (1967) и её последствия
В 1964 году по решению Лиги арабских государств (ЛАГ) была создана Организация освобождения Палестины (ООП), ставившая своей целью уничтожение Израиля. Несколькими годами ранее, в 1959 году, в Кувейте была организована ещё более радикальная группировка палестинских арабов — ФАТХ. Её создателями стали ветераны бывшего Верховного арабского комитета, а главой — Ясир Арафат (Мухаммед Абдель Рауф Арафат аль-Кудва аль-Хусейни, родственник муфтия Амина аль-Хусейни, сокративший имя и фамилию, чтобы скрыть это родство). Первоначально ФАТХ соперничал с ООП, но в 1968 г. вошёл в её состав; Арафат стал лидером обеих организаций.
В результате Шестидневной войны 1967 года сектор Газа и Западный берег реки Иордан перешли под контроль Израиля. Итоги войны были унизительны как для арабского мира в целом, так и для ООП и палестинских арабов. СовБез ООН резолюцией № 242 призвал регион к миру, потребовав вывода израильских войск, а также «уважения и признания суверенитета, территориальной целостности и политической независимости каждого государства региона и их права жить в мире в безопасных и признанных границах, не опасаясь угроз или актов насилия» и «справедливого решения проблемы беженцев». Некоторые пункты резолюции были сознательно сформулированы расплывчато; она была по-разному воспринята и интерпретирована сторонами конфликта.
Израиль начал, помимо восстановления старых, строительство новых еврейских районов и поселений, называемое израильским политиком Моше Даяном политикой «свершившихся фактов»; возникло поселенческое движение Гуш Эмуним. Генассамблея ООН приняла ряд резолюций против этой практики за номерами 446, 452, 465, 471, 476.
СССР и ЛАГ требовали отмены итогов войны и отступления Израиля, как минимум, на границы 1949 года. Опираясь на поддержку СССР и ЛАГ, и заявляя о праве палестинского народа на самоопределение, ООП развернула широкую кампанию массового террора против Израиля. В дополнение к обстрелам и вторжениям боевиков с территорий соседних арабских государств, в качестве новой тактики палестинскими националистами было выбрано воздушное пиратство, а также теракты против израильтян и евреев по всему миру.
Палестинские группировки также привлекали к совершению терактов антиизраильски настроенных левых радикалов. Европейские ультралевые симпатизировали палестинским боевикам, приравнивая их насильственные действия к борьбе стран третьего мира; в США было крайне велико влияние арабской пропаганды на зарождающееся движение Новых левых, особенно среди студентов-афроамериканцев; ряд христианских организаций также склонились к поддержке палестинской стороны.

### Первая интифада (1987—1993)
Деятельность ООП, общая исламизация региона после исламской революции в Иране и высокий уровень бедности способствовали началу Первой интифады (1987—1993) — палестинского восстания в секторе Газа и на Западном берегу Иордана. В ходе интифады боевики ООП перебили 179 граждан Израиля и около 1000 соотечественников, подозреваемых в сотрудничестве с Израилем. От ответных действий Израиля погибли 1203 палестинца. Интифада способствовала росту роли и престижа ООП. На фоне восстания, подавляемого военно-полицейскими методами, и объявления ООП в 1988 году нового курса (с признанием резолюции ООН № 181, а также резолюций СБ ООН № 242 и 338 основами для разрешения конфликта), общественное мнение как в западном мире, так и среди значительной части граждан Израиля склонилось в сторону мирного урегулирования.

### Соглашения в Осло (1993—1995) и продолжение конфликта
Признав друг друга в сентябре 1993 года, ООП и Израиль вступили в переговоры и заключили Соглашения в Осло (1993—1995), в результате которых Сектор Газа и значительная часть Западного берега Иордана оказались под полным или частичным контролем ООП, создавшей Палестинскую национальную администрацию (ПНА или ПА). В обмен ООП обязалась остановить террор (эта концепция получила название «территории в обмен на мир»). Однако, подписав соглашения в Осло, Ясир Арафат не остановил палестинский терроризм и его пропаганду. Террор усилился, достигнув кульминации при Второй интифаде (2000—2005); несмотря на множество «жертв мира», положение Израиля после соглашений «Осло» ухудшилось.
Одновременно, вопреки требованиям ПНА, поддерживаемым ООН, ЕС и Демократической партией США, Израиль продолжил строительство своих поселений на Западном берегу Иордана и новых еврейских районов в Восточном Иерусалиме, а также расширение и легализацию существующих. Считая всю территорию Западного берега своей, палестинская сторона называет такую деятельность «кражей земли», «этнической чисткой» и «геноцидом», отвергая одностороннюю аннексию Израилем любой части этих земель, если аннексия произойдёт не в рамках окончательной сделки. По мнению части палестинцев, израильские поселения на спорных территориях уничтожили возможность решения по формуле «два государства для двух народов», поскольку арабские и еврейские населённые пункты теперь перемешаны, что затрудняет проведение границ нового государства.

### Одностороннее размежевание (2005)
Вместе с тем, опыт полного одностороннего вывода израильских поселений и войск из сектора Газа в 2005 году также не привёл к деэскалации конфликта. На палестинских парламентских выборах 2006 года, в секторе Газа победила террористическая организация ХАМАС; полностью захватив власть в регионе в 2007 году, она усилила ракетные обстрелы Израиля и другие формы палестинского терроризма, в том числе убийства и похищения граждан Израиля боевиками ХАМАС с помощью подземных туннелей. Израиль, совместно с Египтом, ввёл с 19 сентября 2007 г. частичную блокаду сектора Газа с целью предотвращения ввоза оружия, стройматериалов и товаров двойного назначениями, используемых для антиизраильского террора; однако их контрабандная поставка из Египта через подземные туннели не прекратилась.

### Вторжение ХАМАС в Израиль (2023)
7 октября 2023 года юг и центр Израиля были массированно обстреляны ракетами из сектора Газа; по Израилю были запущены около 3000 ракет. Одновременно, подорвав пограничный барьер в ряде мест, более 3000 боевиков вторглись в Израиль, убив не менее 1200 и захватив в заложники 253 человека; резня сопровождалась пытками и изнасилованиями. Событие стало крупнейшим в истории актом палестинского терроризма, а по количеству жертв на душу населения — крупнейшей террористической атакой в истории.
В ответ Израиль, впервые за 50 лет, объявил войну, начав операцию «Железные мечи». По заявлению администрации сектора Газа, контролируемой ХАМАС, в ходе войны погибло не менее 27 000 жителей сектора; проверить эти данные по независимым источникам не представляется возможным. По данным Израиля от 21 января 2024 года, им было уничтожено около 10 000 боевиков ХАМАС и других группировок из сектора Газа.

### Военная операция Израиля на Западном берегу (2025)
21 января, после заключения соглашения о прекращении огня в секторе Газа, израильские вооружённые силы начали военную операцию на Западном берегу с целью нейтрализации террористической инфраструктуры и сохранения свободы действий Израиля.

## Позиция сторон в отношении мирного урегулирования
Подавляющее большинство израильтян разочаровалось в результатах соглашений в Осло и мирных перспективах. По выражению израильского политического обозревателя Амита Сегаля, «усиление Хезболлы после одностороннего ухода из Ливана в 2000 г. и усиление ХАМАС после одностороннего ухода из Газы в 2005 г. погасили желание израильтян отступать и дальше».
Большинство палестинцев, согласно соцопросам, выступают за ликвидацию Израиля. Президент ПНА Махмуд Аббас заявлял в 2018 году, что соглашения Осло «мертвы», поскольку «Израиль убил их», а также критически отозвался об американском посредничестве в переговорах и о недостаточном, по его мнению, объёме поддержки со стороны Лиги арабских государств.

## Позиция сторон в отношении палестинского терроризма

### Палестинская позиция
Часто отмечается тесная связь идентичности палестинцев Западного берега Иордана и сектора Газа с вооружённой этно-религиозной борьбой против Израиля и евреев (включая теракты против гражданского населения). Данная идеологическая установка закреплена в палестинской системе образования, вовлекающей детей в вооружённую борьбу, включая теракты-самоподрывы, что вызывает частую критику. Палестинские власти одобряют террористов, а также финансируют террористов и их семьи, и многократно уклонялись от признания ХАМАС террористической организацией. Большинство палестинцев поддерживают тактику массового террора, считая его эффективным способом давления на Израиль.

### Израильская позиция
Израиль отказался от продолжения мирного процесса в условиях террора и сотрудничества ПНА с радикальными террористическими группами, требуя от ПНА решительной борьбы с терроризмом. Как выразился израильский политик Шломо Бен-Ами, «Нельзя утром отправлять солдат, чтобы они предотвратили теракты, а вечером вести переговоры с теми, кто эти теракты организует». Принципиальными условиями Израиля для создания палестинского государства, повторёнными как в речи Биньямина Нетаньяху в университете Бар-Илан в 2009 году, так и в речи Яира Лапида в ООН в 2022 году, являются прекращение террора и демилитаризованность возможного палестинского государства как гарантии мира и безопасности Израиля.

## Позиция ООН

### Изменение отношения к Израилю по мере роста ООН
В 1947 г. Генассамблея Организации Объединённых Наций (в которую входили 57 стран), несмотря на сопротивление арабских стран, большинством голосов приняла план раздела Палестины, включающий в себя создание еврейского и арабского государств. Однако последующее включение в ООН множества развивающихся стран и стран с переходной экономикой, особенно стран исламского мира и глобального Юга, изменило политический расклад в Генассамблее. Современная позиция ООН часто характеризуется как пропалестинская и антиизраильская, а также иногда как антисемитская.

### Шестидневная война (1967) и позиция ООН
После Шестидневной войны (1967) отношения между Израилем и ООН ухудшились. ООН считает Западный берег Иордана (включая Восточный Иерусалим) и сектор Газа оккупированными палестинскими территориями, на которые распространяется применимость Четвёртой женевской конвенции. Хотя Израиль вывел из сектора Газа все свои войска и поселения в 2005 году, ООН продолжает считать его оккупированным Израилем из-за частичной блокады сектора Израилем и Египтом.

### Селективное отношение к Израилю в ООН
В 1975 году Генассамблея ООН создала «Комитет по осуществлению неотъемлемых прав палестинского народа». В 1978 году в рамках секретариата ООН был также создан Отдел по правам палестинцев. Обе структуры, действующие в рамках ООН, выступают с резкой критикой Израиля и требуют от международного сообщества оказывать на него давление с целью создания на контролируемых Израилем территориях палестинского государства, а также возвращения в Израиль потомков палестинских арабов-беженцев (количество которых выросло с нескольких сотен тысяч в 1948 году до 5,8 млн в 2021 году, по оценке ООН).
В 1975 г. Генассамблея ООН резолюцией № 3379 приравняла сионизм к расизму; эта резолюция, названная США «позорным актом» и публично разорванная представителем Израиля на трибуне ООН, была отменена в 1991 году.
В 2006 г. Комиссия по правам человека ООН, часто критиковавшаяся за предвзятое отношение к Израилю, была заменена на Совет по правам человека (СПЧ). Новый орган продолжил политику своего предшественника, сделав Израиль единственной страной, включённой в список тем, обсуждаемых им на каждом заседании. СПЧ ООН уделяет непропорциональное внимание Израилю и часто обвиняется в систематической дискриминации Израиля.
По подсчёту НКО UN Watch, с 2015 года по начало 2023 года Генассамблея ООН приняла 140 резолюций, осуждающих Израиль, и лишь 68 резолюций против других стран. Количество резолюций Генассамблеи ООН, направленных против Израиля, в 2022 году превысило количество принятых ей за этот год резолюций против всех остальных стран, вместе взятых.
В 2021 году ООН создала «Независимую международную комиссию по расследованию событий на оккупированной палестинской территории и в Израиле». В следующем году она опубликовала свой первый доклад, резко критикующий Израиль и призвающий Генассамблею «срочно запросить у Международного Суда ООН консультативное заключение о правовых последствиях отказа Израиля прекратить оккупацию палестинских земель». В своих документах комиссия не упоминает ХАМАС и не называет его действия терроризмом.

### Политика США в Совбезе ООН
Генеассамблеей ООН был принят ряд резолюций, в которых говорится, что стратегические отношения Израиля с США, сверхдержавой и постоянным членом Совета Безопасности, имеющим право вето в Совете Безопасности ООН, поощряет «агрессию» и «экспансионистскую политику» Израиля в палестино-израильском конфликте.
Политика США по блокированию резолюций Совбеза ООН, осуждающих Израиль, но не осуждающих терроризм и подстрекательство к нему, а также конкретные группировки (ХАМАС, Исламский джихад, Бригады мучеников аль-Аксы), получила неофициальное название «доктрины Негропонте» (по имени посла США в ООН Джона Негропонте, который объявил её 26 июля 2002 года на закрытом заседании Совбеза).
В 2016 году, впервые за 40 лет, США не воспользовались правом вето для блокирования резолюции Совбеза ООН 2334, осуждающей строительство Израилем поселений на «оккупированных палестинских территориях», и отражающей, по заявлению России, «позицию международного сообщества». Израиль назвал резолюцию «позорной», приостановив финансирование структур ООН.

### ООН и ХАМАС
В отличие от США, Канады, Европейского союза, Организации американских государств, Японии и Израиля, ООН не признаёт ХАМАС террористической организацией, хотя и называет отдельные его действия террористическими актами.
В 2018 году ООН не приняла предложенную США резолюцию об осуждении террористической деятельности ХАМАС; посол США в ООН прокомментировала: «Нет ничего более антисемитского, чем сказать, что <…> терроризм не является терроризмом, если его используют против еврейского народа и еврейского государства».
После вторжения ХАМАС 7 октября 2023 года, ставшего крупнейшим актом палестинского терроризма за всю историю Израиля, 24 октября генсек ООН Антониу Гутерриш заявил, что массовые убийства и захват заложников «произошли не в вакууме», а стали следствием «удушающей оккупации». Он призвал прекратить ответную операцию Израиля, заявив, что нападения ХАМАС не могут оправдать «коллективное наказание палестинцев». Израиль потребовал отставки Гутерриша. Вскоре, 11 февраля, спецдокладчик ООН по вопросу о правах человека на палестинских территориях Франческа Альбанезе заявила, что резня 7 октября, по её мнению, не была вызвана антисемитизмом, а «произошла в ответ на угнетение со стороны Израиля»; ФРГ и Франция осудили эти слова, а Израиль потребовал её отставки. Заместитель генерального секретаря ООН Мартин Гриффитс вскоре заявил: «ХАМАС для нас — не террористическая группировка, как вы знаете, это политическое движение», что вызвало критику со стороны Израиля.

### БАПОР и его роль в конфликте
В 1949 году ООН учредила Ближневосточное агентство для помощи палестинским беженцам и организации работ (БАПОР), ведающее палестинскими беженцами. Оно выросло до обширной структуры, составляющей 24 % от всего персонала системы ООН. Штат БАПОР — свыше 30 тыс. человек; в штате Управления верховного комиссара ООН по делам беженцев (УВКБ), занимающегося всеми остальными беженцами мира, на конец 2022 года, работало менее 21 тыс. человек. Руководящие принципы и деятельность БАПОР и УВКБ также резко разнятся.

#### Специфика статуса палестинских беженцев
УВКБ руководствуется Конвенцией о статусе беженцев, согласно которой статус беженца имеет лицо, в силу обоснованных опасений преследований находящееся «вне страны своей гражданской принадлежности», не имея возможности пользоваться её защитой. Конвенция призывает участников к облегчению «ассимиляции и натурализации беженцев»; беженец, получивший новое гражданство, автоматически теряет свой статус беженца. Члены семьи беженца рассматриваются как вторичные беженцы, только сопровождая его; самостоятельного права на статус беженца они не имеют.
БАПОР изначально определило палестинских беженцев как «лиц, чьим обычным местом проживания с 1 июня 1946 года по 15 мая 1948 года была Палестина, и кто потерял дом и средства к существованию в итоге конфликта 1948 года», но в 1965 году расширило критерий для получения статуса палестинских беженцев на потомков в третьем поколении, а в 1982 снова расширило критерий, включив в него всех потомков палестинских беженцев мужского пола, в том числе приёмных детей, вне зависимости от получения ими гражданства любых стран. В частности, около 90 % из 2 миллионов палестинских беженцев в Иордании имеют гражданство этой страны, но сохраняют и свой статус палестинских беженцев. В соответствии с критериями БАПОР, количество его подопечных со статусом палестинских беженцев неуклонно растёт; в 2021 оно достигло цифры в 5,8 миллионов человек. Несмотря на давление США, эти критерии не были изменены.

#### Антисемитизм и поддержка терроризма
БАПОР часто критиковалось за тесное сотрудничество с ХАМАС (включая массовый найм на работу его членов), антисемитские высказывания и поддержку терроризма со стороны сотрудников агентства, а также обучение нескольких поколений палестинских детей по учебникам, подстрекающим к терроризму, в которых Израиля нет на карте, а Холокост не упоминается. Учебные объекты БАПОР, предназначенные для детей, одновременно использовались в качестве тренировочных баз боевиков, огневых позиций, складов оружия и мест входа в сеть туннелей ХАМАС. В январе 2024 года стало известно об участии 12 сотрудников БАПОР во вторжении ХАМАС в Израиль 7 октября 2023 года. В частности, один из них обвиняется в похищении женщины, другой — в участии в резне в Беэри, третий — в раздаче боеприпасов, координации движения транспорта террористов во время нападения, и похищении в Газу тела убитого израильского солдата. Генсек ООН Антониу Гутерриш признал участие сотрудников БАПОР в преступлениях, но призвал мир не прекращать финансирование агентства. Вскоре в офисах БАПОР в Газе были найдены оружие и документы, подтверждающие использование ХАМАС зданий ООН в террористических целях. Под штаб-квартирой БАПОР и вблизи его школы был обнаружен туннель террористов с многочисленным оборудованием, оружием и дата-центром с серверами ХАМАС, подключёнными к сети электроснабжения здания БАПОР. Агентство заявило, что ничего не знало об этом.

## Перспективы развития конфликта и возможности урегулирования

### Управление конфликтом
В современном Израиле превалирует мнение о том, что в ближайшей перспективе мирного решения конфликта не существует, поэтому усилия следует сосредоточить на управлении конфликтом, то есть на защите интересов Израиля с ограниченным применением военной силы и стремлением к минимизации потерь. Данная политика включает в себя сотрудничество с Палестинской администрацией (ПА), руководимой ФАТХ, в общей борьбе против ХАМАС и других наиболее радикальных группировок; при этом Израиль стремится держать ПА в ослабленном виде, но не допускать уничтожения этой структуры, несущей формальную ответственность за арабское население спорных территорий. Со своей стороны, ПА критикует израильскую стратегию «управления конфликтом» и требует от США давления на Израиль с целью создания на контролируемых им территориях палестинского государства.
Позиция премьер-министра Израиля Биньямина Нетаньяху часто описывается как стремление к «управлению конфликтом» при одновременной нормализации отношений с арабским миром без выполнения палестинских требований. Таким образом, вместо прежней политики «территории в обмен на мир» применяется политика «мир в обмен на мир», воплощенная, в частности, в Соглашениях Авраама (2020—2021).
По мнению Американского института мира, позиция США в конце 2023 г. также склоняется к сдерживанию конфликта без попыток быстро изменить статус-кво.

### Уничтожение Израиля
Первая попытка уничтожения Израиля палестинскими националистами совместно с армиями арабских стран была предпринята в 1948 г. во время Войны за независимость Израиля. В рамках арабо-израильского конфликта последовал ряд войн между Израилем и странами Лиги арабских государств (ЛАГ). В 1967 г. ЛАГ выразила в Хартумской резолюции основные принципы своей политики в отношении Израиля: «нет миру с Израилем, нет признанию Израиля, нет переговорам с ним, и настаивание на правах палестинского народа».
Несмотря на частичную нормализацию арабо-израильских отношений, поддержка палестинского национализма, антисемитизм и призывы к уничтожению Израиля в арабском и исламском мире сохраняют популярность. На конец 2023 г. лишь 6 из 21 стран ЛАГ установили дипломатические отношения с Израилем; при этом две соседние Израилю арабские страны, Сирия и Ливан, по-прежнему находятся в состоянии войны с ним. Исламская республика Иран официально поставила своей целью уничтожение Израиля и финансирует террористические группы, разделяющие эту цель; их другим ключевым спонсором является Катар. В 2023 г. президент Турции поддержал ХАМАС и назвал Израиль «группировкой, а не государством», добавив: «Израиль — всего лишь пешка в регионе, которую принесут в жертву, когда наступит подходящий день».
Уничтожение Израиля является заявленной целью группировки ХАМАС, правящей в сектора Газа, а также группировки Палестинский исламский джихад (ПИД), занимающей второе место по влиянию в секторе, и ливанской пропалестинской группировки Хезболла. Радикальные исламистские ХАМАС и ПИД наиболее популярны среди палестинцев. Согласно опросу, проведённому среди палестинцев с 31 октября по 7 ноября 2023 года Бирзейтским университетом, 68 % палестинцев выступают за ликвидацию Израиля.
Хотя после соглашений в Осло (1993—1995) ООП и ФАТХ, возглавившие ПНА, формально признали принцип «двух государств для двух народов», они периодически делают противоречащие ему заявления. Так, Ясир Арафат заявлял в 1996 г.: «мы уничтожим Израиль и установим полностью арабское государство». Его преемник Махмуд Аббас продолжил ту же линию, то признавая «два государства», то называя Израиль «колониальным проектом, не имеющим ничего общего с евреями»; он не убрал из устава ФАТХ положения об уничтожении Израиля и вооружённой борьбе с ним. ПНА многократно уклонялась от осуждения ХАМАС.

### Перемещение палестинцев и аннексия
В Израиле, особенно среди правых и ультраправых, популярны аннексионистские позиции и мнение, что обязательным условием для долгосрочного мира является «трансфер» (депортация) по крайней мере части палестинцев. С этих позиций, в частности, выступала партия Тхия (1979—1992), основанная членами Ликуда, недовольными возвратом Синайского полуострова Египту, и получившая 5 мандатов из 120 в Кнессете 11-го созыва. Схожих взглядов придерживались партии Цомет и Моледет. Но наиболее широкую известность получила партия «Ках» во главе с Меиром Кахане, призывавшим в своих речах «выкинуть арабов вон». В 1985 г. Кнессет принял закон, лишавший права заседать в нём любую партию, чья политическая платформа основывается на расизме. Этот закон фактически был направлен против партии Кахане; Ликуд также голосовал за этот закон, отчасти потому, что Ках начал завоевывать симпатии и его собственного электората. Идеи каханизма, связанные с депортацией всех арабов, до 2019 года поддерживал израильский политик Итамар Бен-Гвир, один из лидеров партии «Религиозный сионизм» и министр национальной безопасности в 37-м правительстве Израиля.
Более умеренным вариантом является поощрение эмиграции палестинцев, в том числе, путём скупки земли, а также предоставления различных компенсаций. Скупка земли была важным элементом политики еврейской общины как в конце периода османской власти в Палестине, так и во времена британского мандата. Палестинский национализм, с момента своего зарождения, активно борется с продажей палестинскими арабами земли евреям. Современными палестинскими властями применяется смертная казнь в отношении палестинцев, пытающихся продать свою землю израильтянам. Израильское поселенческое НКО «Регавим» обращалось в Верховный суд Израиля с просьбой признать соответствующий иорданский закон № 40 от 1953 года о смертной казни, используемый ПНА, недействительным. Однако суд отказал, сославшись на международное право, хотя и признал «расистский оттенок» закона. В 2019 и в 2024 годах сообщалось о поиске Израилем возможностей для поощрения добровольной эмиграции палестинцев из сектора Газа; ПНА критиковала подобные инициативы как «крайне опасные». Среди израильских партий поощрение эмиграции палестинцев пользовалось наибольшей поддержкой у «Еврейского дома» и «Религиозного сионизма».
По данным двух взаимонезависимых опросов от января 2016 года, за аннексию территории Западного берега Иордана выступили 44-45 % граждан Израиля, против — 38-45 %.

### Проект «двух государств для двух народов»
С начала 1990-х гг. обсуждается схема урегулирования конфликта путём создания двух государств, начало которой положили Соглашения в Осло (1993—1995). Большинство палестинцев видит в Западном береге реки Иордан и в секторе Газа составляющие элементы территории своего будущего государства, но, вместе с тем, не признают легитимность еврейского государства, даже в границах 1948 г. Между сторонами существует ряд принципиальных противоречий, не давших реализовать схему «двух государств».
Общественное поддержка в Израиле решения «двух государств» неуклонно падает, особенно среди израильских евреев, большинство из которых выступают за сохранение израильского суверенитета над Западным берегом Иордана и считают неактуальной формулу «территории в обмен на мир».
Популярность среди палестинцев идеи «двух государств» также постепенно падает; в 2022—2023 годах подавляющее большинство палестинцев высказывались против неё.
Вместе с тем, на начало 2024 года подавляющее большинство стран мира, включая Евросоюз и США, поддерживают в своих заявлениях план «двух государств»; США при этом делают оговорку о демилитаризованности возможного палестинского государства.

### Проект «одного государства для двух народов»
Обсуждается и другая гипотетическая схема урегулирования конфликта, путём создания единого еврейско-арабского государства. Предполагается, что в результате весь Израиль, сектор Газа и Западный берег Иордана станут единым двунациональным государством с равными правами для всех граждан. Согласно опросу «Палестино-израильский пульс» в 2016 году, схему «одно государство для двух народов» поддержали около 35 % палестинцев и около 25 % израильтян (среди израильских евреев — 20,4 %). Перспектива реализации схемы «одно государство для двух народов» использовалась в 2017 году израильскими сторонниками схемы «двух государств для двух народов» в пропагандистской кампании против правительства Нетаньяху, направленной на принятие схемы «двух государств» как альтернативы этому сценарию, чреватому тем, что «Израиль станет менее еврейским и менее безопасным». Популярность среди палестинцев схемы «одного государства» также крайне низка.